# トゥンバ湖

コンゴ民主共和国におけるトゥンバ湖の位置が赤で示されている。

トゥンバ湖（Le lac Tumba）又はントゥンバ（Ntumba）はコンゴ民主共和国（旧ザイール）の赤道州にある湖。トゥンバ湖はムバンダカの町とマイ＝ンドンベ湖との中間に位置する。河川の流水による浸食作用により形成された湖とされる。湖に面する主要な町の名前はビコロという。トゥンバ湖とコンゴ川を結ぶ天然の流路、イレブ・チャネル（Irebu channel / le canal Tumba-Irebu）がある。同チャネルのコンゴ川との合流ポイントにも集落がある。
トゥンバ湖およびマインドンベ湖を含むコンゴ川東岸の広大な熱帯雨林、河川、湖沼地帯はアフリカ最大の淡水の集積地であり、「ンギリ＝トゥンバ＝マインドンベ」の名でラムサール条約において世界的に重要な湿地帯であると認められた（登録番号1784番）。文献上のトゥンバ湖の湖水面積は765平方キロメートル、最大水深は8メートルとされるが、これらのデータは季節により変動する。上記湿地帯の中心に位置するためコンゴ川が増水するときにはイレブ・チャネルを通してトゥンバ湖に水が流れ込み、減水時はその逆となる。トゥンバ湖には2001年時点に判明しているだけで114種の魚類が棲息している。湖岸に住む人々は、農業、漁撈、狩猟、森から木材ではない資源を採取して漁撈用具を生産するなどを生業にし、湖と熱帯雨林に依存した暮らしをしている。
19世紀末にヘンリー・モートン・スタンリーがトゥンバ湖を探検した。トゥンバ湖周辺の湿地林にはモンゴ語を話すモンゴ人が遅くとも11世紀ごろから住んでいたが、『ソビエト大百科事典』のような古い文献には「トゥンバ湖は1883年にスタンリーにより発見された」と書いてあることもある。トゥンバ湖周辺に住むモンゴ人は、農耕を行うオト Oto と漁撈を行うチュワ Twa という2つのカーストに分かれる。